# Londonderry (Santa Lucía)
Londonderry es una localidad de Santa Lucía que forma parte del distrito de Laborie.